# کامبولا
کامبولا (به انگلیسی: Cumbola) یک منطقهٔ مسکونی در ایالات متحده آمریکا است که در شهرستان سچویلکیلل، پنسیلوانیا واقع شده‌است. کامبولا ۴۴۳ نفر جمعیت دارد.